# Armadillidium werneri
Armadillidium werneri là một loài chân đều trong họ Armadillidiidae. Loài này được Strouhal miêu tả khoa học năm 1927.